# Oblačasti leopard
Oblačasti a često i oblačni leopard(Neofelis nebulosa) je jedna od 2 vrste u rodu Neofelis iz porodice velikih mačaka. Stanište joj je Jugoistočna Azija. Izgledom podsjeća na leoparda, a smatra se starim predstavnikom pravih velikih mačaka.

## Osobine
Oblačni leopardi imaju oko 90 cm dugo tijelo na što se nastavlja rep od oko 80 cm. Veličinom odgovaraju od prilike veličini njemačkog ovčara. Šare na krznu su jednake onima kakve imaju mramorne mačke: na žućkastoj podlozi imaju velike, nepravilno oblikovane pjege koje prema unutrašnjem dijelu pjege blijede. Očnjaci su im, u odnosu prema veličini tijela, najduži među svim mačkama.

## Životni prostor
Ove životinje nastanjuju područje jugoistočne Azije, od južnih dijelova Kine do Malajskog poluotoka i od istočnih obronaka Himalaja do Vijetnama. Okoliš su im tropske kišne šume na ovim područjima.

## Podvrste
Oblačasti leopard javlja se danas u dvije podvrste nepalski ili Neofelis nebulosa macrosceloides Hodgson, 1853 i indokineski, Neofelis nebulosa nebulosa (Griffith, 1821). Treća podvrsta tajvanski oblačasti leopard, Neofelis nebulosa brachyurus Swinhoe, 1862, je izumrla.

## Ostalo
Oblačni leopard je u ranijim razdobljima bio jako izlovljavan zbog svog vrlo lijepog krzna, no i danas je to ponegdje slučaj. No, još veća ugroza od krivolova je uništavanje njegovog primarnog staništa, tropskih kišnih šuma. Vrsta je od strane IUCN proglašena ugroženom. Na Tajvanu je, primjerice, zadnji put dokazano viđen prije više od 10 godina. No, još nije izgubljena nada, da se mala populacija uspjela održati negdje u nepristupačnim dijelovima otoka. Kako je to izrazito plaha životinja koja pokušava izbjeći svaki kontakt s ljudima, o njenom životu je puno toga još uvijek nepoznato.
2006. godine, sumatranska i borneoška populacija oblačastog leoparda proglašena je zasebnom vrstom - Sundski oblačasti leopard (Neofelis diardi), a 2007. godine sundski je leopard podijeljen na dvije podvrste, sumatransku Neofelis diardi diardi (G. Cuvier, 1823) i borneošku Neofelis diardi borneensis (G. Cuvier, 1823).